# Julianeholm (Sulsted Sogn)
Julianeholm  er dannet i 1852 af Severin C. N. Gleerup, som en afbygergård under Vang Hovedgård. Gården ligger i Sulsted Sogn, Kær Herred, Ålborg Amt, Aalborg Kommune.
Julianeholm Gods er på 122,5 hektar

## Ejere af Julianeholm
- (1852-1880) Severin Christian Niels Gleerup
- (1880-1916) Oktavius Duodecinus Hjorth
- (1916-1920) Enke Fru Michaeline Jacobine Jacobsen gift Hjorth
- (1920-1945) Anders Georg Hjorth
- (1945) Else Toft Hjorth gift Stenild
- (1945-1970) Christen Dubbro Stenild
- (1970-) Anders Christen Hjorth Stenild

## Ekstern henvisninger
- Anders Stenild Arkiveret 10. marts 2007 hos  Wayback Machine